# Blind (rivière de Nouvelle-Zélande)
Pour les articles homonymes, voir Blind.
La rivière Blind/Otūwhero (anglais : Blind River) est un cours d’eau du district de Marlborough dans la région de Marlborough dans l’Île du Sud de la Nouvelle-Zélande.

## Géographie
Elle s’écoule dans la 'Baie de Clifford' à 4 km au nord du Lac Grassmere.
Un petit village nommé «Blind River» est situé sur la rive sud.